# Messina Chasma

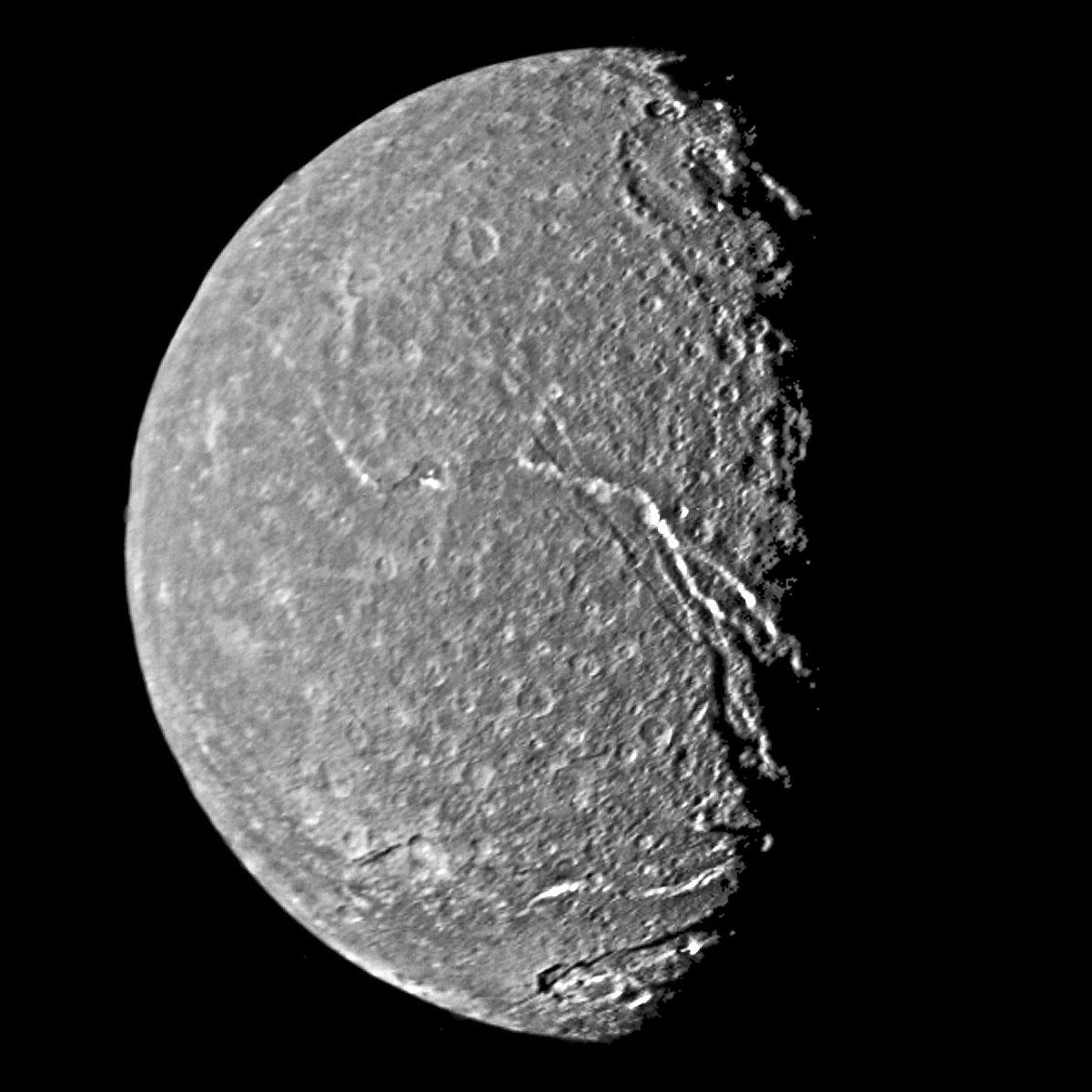
Imagem da Voyager 2 de Titânia. Messina Chasma pode ser visto no centro.

Messina Chasma é o maior cânion da superfície da lua de Urano Titânia. Recebeu o nome de um lugar da obra de William Shakespeare Much Ado About Nothing. Possui uma extensão de 1492 km. É composto por duas falhas geológicas nas direções norte-oeste e sul-leste, formando um graben. O cânion corta crateras de impacto, o que significa que foi formado mais recentemente na evolução da lua, quando o interior de Titânia expandiu e sua crosta de gelo rachou como resultado. Foi fotografado pela primeira vez pela sonda Voyager 2 em janeiro de 1986.